# جيري دونوهيو
جيري دونوهيو (بالإنجليزية: Jerry Donohue)‏ هو كيميائي أمريكي، ولد في 12 يونيو 1920، وتوفي في 13 فبراير 1985.